# Heinz Krekeler
Heinrich Ludwig Hermann (Heinz) Krekeler (ur. 20 lipca 1906 w Bottrop, zm. 5 sierpnia 2003 w Bad Salzuflen) – niemiecki polityk, dyplomata, chemik i przedsiębiorca, od 1951 do 1958 ambasador RFN w Stanach Zjednoczonych, od 1958 do 1964 członek Komisji Europejskiej Wspólnoty Energii Atomowej.

## Życiorys
Syn adwokata Heinricha Krekelera. Studiował chemię na uczelniach we Fryburgu Bryzgowijskim, Monachium, Getyndze i Berlinie, w 1930 uzyskał doktorat w tej dziedzinie na Uniwersytecie Humboldtów w Berlinie. W 1930 zatrudniony w firmie Edeleanu GmbH, z jej ramienia odbywał podróże do Wielkiej Brytanii i USA. W latach 1934–1945 pracował w koncernie IG Farben w Ludwigshafen-Oppau. Był autorem co najmniej jednego patentu. W 1945 został współwłaścicielem spółki wydawniczej Eilers and Schünemann Verlag.
Po II wojnie światowej współtworzył lokalne struktury Wolnej Partii Demokratycznej, został członkiem Międzynarodówki Liberalnej. Początkowo był przedstawicielem Niemiec przy francuskich i amerykańskich władzach okupacyjnych.Od 1946 do 1947 członek landtagu Freistaat Lippe z siedzibą w Detmold. Po jego likwidacji od 1946 do 1950 członek rady prowincji i następnie landtagu Nadrenii Północnej-Westfalii, w 1949 zasiadał w Zgromadzeniu Federalnym. W latach 1950–1951 pełnił funkcję konsula generalnego RFN w Nowym Jorku. W 1951 został chargé d’affaires, a w 1953 ambasadorem RFN w Stanach Zjednoczonych (pierwszym po II wojnie światowej). W 1958 przeszedł do nowo utworzonej Komisji Europejskiej Wspólnoty Energii Atomowej jako pierwszy członek z ramienia Niemiec. Pozostał jej członkiem do 1964. W kolejnych latach zajął się działalnością akademicką jako wykładowca stosunków międzynarodowych i dyplomacji na Westfalskim Uniwersytecie Wilhelma w Münsterze i w wyższej szkole nauk politycznych w Monachium. Opublikował także kilka książek o tematyce dyplomatycznej.

## Odznaczenia
Otrzymał Wielkim Krzyżem Zasługi z Gwiazdą (1954) oraz Wielki Krzyż Zasługi z Gwiazdą i Wstęgą (1971) Orderu Zasługi Republiki Federalnej Niemiec. Wolna Partia Demokratyczna ustanowiła nagrodę jego imienia przyznawaną za działania na rzecz pokojowej koegzystencji.